# District de Quiquijana
Au Pérou, le district de Quiquijana est l’un des douze districts de la province de Quispicanchi située dans le département de Cusco.